# Bahnhof Hamburg-Stadthausbrücke
Der Bahnhof Hamburg-Stadthausbrücke ist eine Tunnelstation der S-Bahn Hamburg im Hamburger Stadtteil Neustadt. Er wird durch die Linien S1 und S3 bedient.

## Geschichte
Die Station wurde am 1. Juni 1975 im Zuge der Einweihung des ersten Teilabschnitts der City-S-Bahn von Hamburg Hauptbahnhof nach Landungsbrücken eröffnet. Ursprünglich war der Name Stadthaus für den Bahnhof vorgesehen. Die namensgebende Stadthausbrücke liegt etwas nördlich der Station.
Beim Bau wurde im Bahnhof eine Mehrzweckanlage errichtet, die als Schutzraum 4500 Menschen Platz bieten sollte. Aufenthaltsraum des Schutzraumes wäre der Bahnsteig. Auf die Gleiskörper würden S-Bahn-Züge einfahren, die als Sitzräume dienen. Die technische Ausstattung mit Luftfiltern, Brunnen und Stromgeneratoren ist seitlich des Bahnsteigs und in einem Zwischengeschoss untergebracht.
2014 wurde die Haltestelle mit Aufzügen, einer Bahnsteigerhöhung sowie einem Blindenleitsystem barrierefrei ausgebaut.
Bis März 2018 bekam der Bahnhof ein neues Design. Unter anderem wurde eine farbige Wand hinter den Gleisen aufgebaut. Zudem wurde der Bahnsteig neu gefliest.

## Lage
Der Bahnhof verfügt über drei Zugänge. Eine Vorhalle unter dem Neuen Wall und Alsterfleet befindet sich am Ostende der Haltestelle. Dort ist außerdem ein Wandmosaik anzutreffen.
In unmittelbarer Nähe von der Station befindet sich der U-Bahnhof Rödingsmarkt.
Es bestehen Zugänge sowohl zum westlichen wie zum östlichen Ende des Bahnsteigs. Ein Fahrstuhl ermöglicht am westlichen Zugang zum S-Bahnhof eine barrierefreie Erreichbarkeit des Bahnsteigs.
Der Haltepunkt legt zum Teil unter dem Herrengrabenfleet, weswegen die Decke von ihm in der Mitte (Abschnitt unter dem Fleet) etwas abgesenkt ist. Außerdem verfügt der Bahnhof über einen Zivilschutzraum.

## Verkehr
Am S-Bahnhof halten ganztägig die Linien S1 und S3 im 10-Minuten-Takt, die S1 in der Hauptverkehrszeit auch im 5-Minuten-Takt. So entstehen Takte von unter 5 Minuten. In den werktägigen Nächten gibt es auf beiden Linien einen 20-Minuten-Takt. 2018 wies der Bahnhof 21.000 tägliche Fahrgäste auf (Mo-Fr).
In der Nähe befinden sich die Bushaltestellen Axel-Springer-Platz und Michaeliskirche.

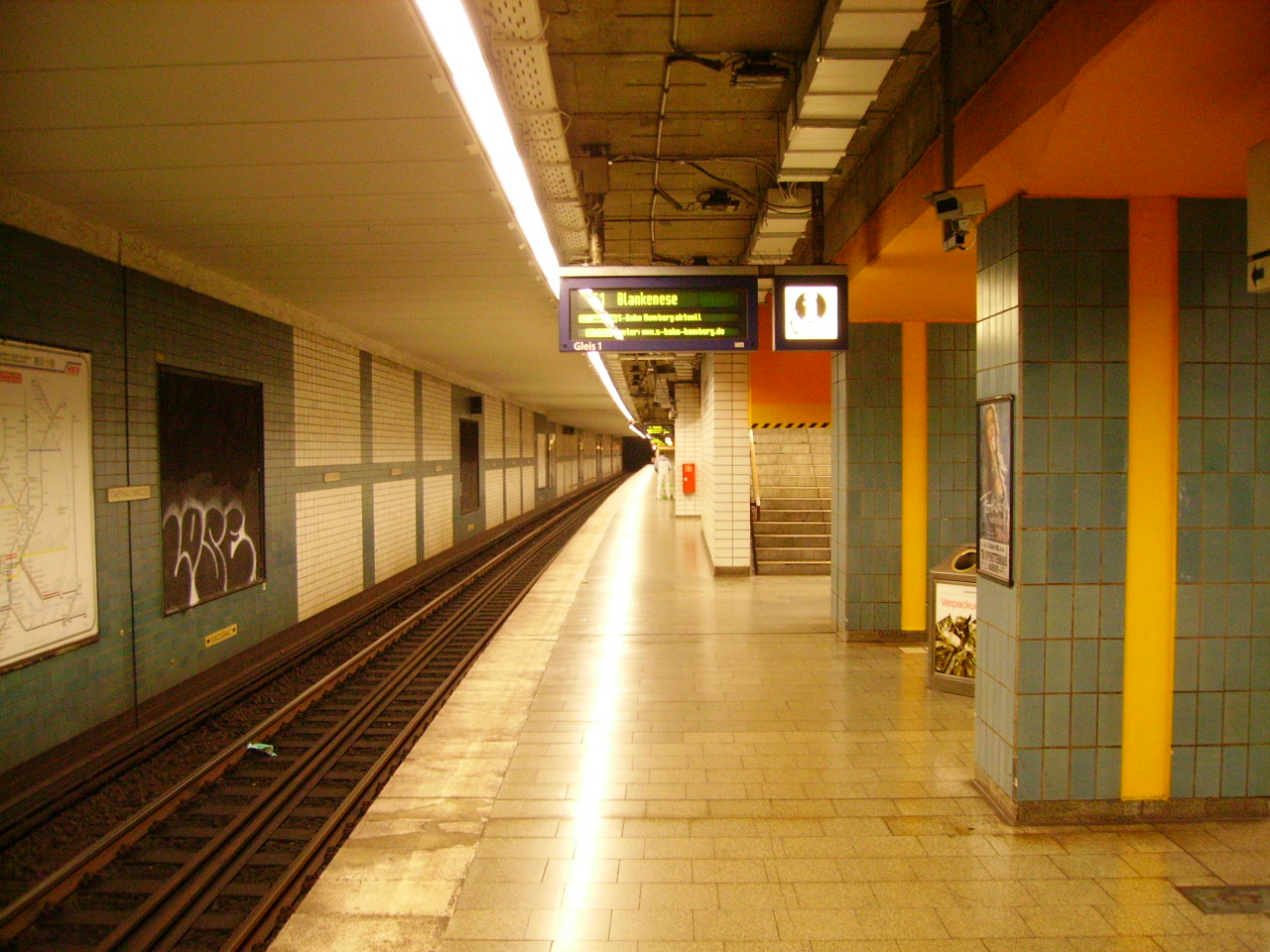
Der Bahnhof vor dem Umbau

| Linie | Verlauf |
| ----- | --- |
| S 1   | Wedel – Rissen – Sülldorf – Iserbrook – Blankenese – Hochkamp – Klein Flottbek – Othmarschen – Bahrenfeld – Ottensen – Altona – Königstraße – Reeperbahn – Landungsbrücken – Stadthausbrücke – Jungfernstieg – Hauptbahnhof – Berliner Tor – Landwehr – Hasselbrook – Wandsbeker Chaussee – Friedrichsberg – Barmbek – Alte Wöhr (Stadtpark) – Rübenkamp – Ohlsdorf \ Streckenast Poppenbüttel – Kornweg (Klein Borstel) – Hoheneichen – Wellingsbüttel – Poppenbüttel / Streckenast Flughafen – Hamburg Airport (Flughafen) |
| S 3   | Pinneberg – Thesdorf – Halstenbek – Krupunder – Elbgaustraße – Eidelstedt – Stellingen (Arenen) – Langenfelde – Diebsteich – Altona – Königstraße – Reeperbahn – Landungsbrücken – Stadthausbrücke – Jungfernstieg – Hauptbahnhof – Hammerbrook (City Süd) – Elbbrücken – Veddel (BallinStadt) – Wilhelmsburg – Harburg – Harburg Rathaus – Heimfeld (TU Hamburg) – Neuwiedenthal – Neugraben |